# Titanismus
Titanismus ist ein literatur- und geistesgeschichtlicher Begriff, der den trotzigen Widerstand des Individuums gegenüber einer unüberwindlichen Macht bezeichnet. Abgeleitet ist der Begriff von den Titanen, dem urzeitlichen Göttergeschlecht der griechischen Mythologie.
Insbesondere wird der Begriff zur Kennzeichnung von Haltung und Äußerungen einiger Vertreter des Sturm und Drang verwendet, und da vor allem für den jungen Goethe. Am bekanntesten der einschlägigen Werke Goethes ist das Gedicht Prometheus, in dem der rebellische Titan Prometheus sich gleich eingangs in herausfordernder Rede an den weltbeherrschenden Zeus wendet:
Bedecke deinen Himmel, Zeus,
Mit Wolkendunst,
Und übe, dem Knaben gleich,
Der Disteln köpft,
An Eichen dich und Bergeshöhn …
In den beiden ebenfalls sehr bekannten Gedichten An Schwager Kronos und Wandrers Sturmlied äußert sich eine ähnliche Haltung.
Hauptfeld des Titanismus im Sturm und Drang war aber das Drama. An erster Stelle Werke wie Goethes Faust:
Wo fass' ich dich, unendliche Natur?
Euch Brüste, wo? Ihr Quellen alles Lebens,
An denen Himmel und Erde hängt,
Dahin die welke Brust sich drängt –
Ihr quellt, ihr tränkt, und schmacht' ich so vergebens?
Auch die Dramen von Friedrich Maximilian Klinger (der Verfasser des für die Epoche namengebenden Dramas Sturm und Drang), Johann Anton Leisewitz und Jakob Michael Reinhold Lenz üben sich darin, dem Goetheschen Shakespeare nachzueifern. Goethe schreibt über Shakespeare: „Er wetteiferte mit dem Prometheus, bildete ihm Zug vor Zug seine Menschen nach, nur in kolossalischer Größe; darin liegt's, daß wir unsre Brüder verkennen; und dann belebte er sie alle mit dem Hauch seines Geistes, er redet aus allen, und man erkennt ihre Verwandtschaft.“
Zur Überwindung des Titanismus beim älteren Goethe schreibt der Philosoph Hans-Georg Gadamer:
Der Titanismus des jungen Goethe, dessen Bezwingung in den Augen seiner Verteidiger und Verehrer die große sittliche Leistung seines Lebens ist, scheint insofern noch immer sein letztes Wort. Denn Titanismus ist das trotzige Auf-sich-selbst-Bestehen des Menschen gegenüber dem Göttlichen, wie es in Goethes Vorliebe für die Gestalt des Prometheus in seiner Jugend revolutionären Ausdruck fand. Titanismus scheint aber nicht minder die dichterische Selbsthilfe, der sich Goethe beständig und bis zuletzt vertraut.
Ob philosophische Haltungen späterer Zeit, insbesondere Nietzsches Entwurf des Übermenschen mit dem Begriff des „Titanismus“ zu verbinden sind, scheint fraglich. 